# 第一代英奇凱普伯爵詹姆斯·麥凱

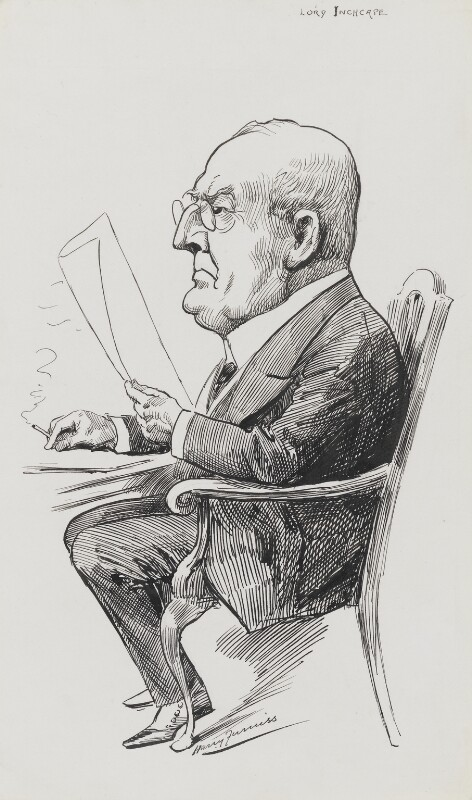
詹姆斯•马凯

第一代英奇凯普伯爵詹姆斯·莱尔·马凯，GCSI，GCMG，KCIE（英語：James Lyle Mackay, 1st Earl of Inchcape，1852年9月11日—1932年5月23日），1894年至1911年稱詹姆斯·马凯爵士，英国商人，印度殖民地大臣。他也曾是英国铁行轮船公司的董事长。

## 背景
马凯是苏格兰阿布罗斯的一位富有的船长詹姆 斯·马凯以及其妻黛博拉 • 莱尔的儿子。在他八岁生日的时候，马凯的父亲领着他在安格斯市蒙特罗斯与俄罗斯的阿尔汉格尔之间运送亚麻，因此他从未错失过与港口的船长交流的机会。
在阿波罗斯受雇为一名抄写员之后，马凯加入了一个制作绳索和帆布的商行。其雇主认为马凯品行端正，却觉得其有过于庞大的野心。

## 早期职业
马凯的父母在他十二岁时便去世了，留给他很大一笔遗产。马凯将其中的2000英镑投资在了东印度的运输行业；由此，他每年可以得到100英镑的收入。1871年，他在一些船舶经纪商的帮助下找到了一份来自英属印度蒸汽导航公司的工作。

1874年，马凯受聘于麦金农•麦肯齐公司（Mackinnon Mackenzie & Co.，英之傑的前身）来到了印度。随着印度内陆运输业的发展，靛蓝染料、煤炭、茶叶、黄麻和熟铁的出口量越来越高，麦金农•麦肯齐公司的业务也随之稳步增长。1878年10月，马凯在孟买设立了公司的分行。他26岁成为了孟买公司的合伙人，并分取10%-15%的利润。马凯之后回忆到：

“在孟买的生活非常惬意。我成为了皇家孟买游艇俱乐部 (the Royal Bombay Yacht Club) 的会员，造了一艘小游艇，并命名它为围裙号。有了它，我在孟买港就能愉快地航行。我加入了孟买狩猎队……每个周日我们都会光荣地在大冷天里狩猎。不论春夏秋冬，猎人们都要从家里把猎狗带出来溜溜。在过去的一年里，每到周末我都会去我在班德拉的一套房那儿消遣。”
在1881年，马凯因得了伤寒回到了苏格兰。
马凯1890年成为孟加拉工商会主席，1891年成为印度总督立法委员会成员，1897年成为印度国务卿理事会成员。

## 马凯条约
1901年10月，马凯被任命与中国代表进行谈判，并在12月初抵达上海。 次年他与中国政治家盛宣怀就中英续议通商行船条约一事进行谈判。此条约废除了中国的治外法权。1902年9月5日，马凯和盛宣怀代表给自国家签署了条约。

## 晚年生活
1907年，马凯再次被任命为印度委员会（Council of India）成员，任期五年。
马凯对解决当时印度的货币问题做出了极大的贡献。1911年，乔治国王五世因其对商界及对英国的贡献授予其男爵一职。马凯之后也成为了苏伊士运河公司（Suez Canal Company）的副总统，铁航轮船公司的总裁，以及英伊石油公司的董事长。马凯1911年被提升为贵族。1929年，他被授予英奇凯普伯爵一称号。

## 逝世
马凯在1932年5月23日逝世于摩纳哥的蒙特卡洛，当时他正乘坐在一艘名为“罗孚号”的游艇上。 He left unsettled personal estate valued at £552,809 in Great Britain他逝后留下的财产约有552,809英镑，其遗体在1932年5月31日下葬于英国埃尔郡，巴伦特雷的格莱纳普教堂东部。马凯的棺材呈乌黑色，并配有银色的装饰物。他的手中握着两样东西：他的游艇帽和来自他妻子的一束百合。据遗嘱，马凯赠予他船上202个指挥官各100英镑，200位大副和主工程师各50英镑。